# شش‌پاپاق‌لار
شش‌پاپاق‌لار (ارمنی: Շիշպափախլար یا ترکی آذربایجانی: Şişpapaqlar) یک منطقهٔ مسکونی در جمهوری آرتساخ است که در استان آسکران واقع شده‌است.